# Joan Actuari
Joannes (Joan) va ser un metge grec que va rebre el renom d'Actuari (en llatí: Actuarios, en grec: Ἀκτουάριος) nom pel que va ser més conegut.
Era fill d'un tal Zacaries i practicava la medicina a Constantinoble i allí va rebre el títol d'Actuari (Actuarios) un títol que la cort donava sovint als metges. No se sap gairebé res de la seva època i se’l situa entre el segle xi i el segle xiii, però el més probable és que fos d'aquest darrer segle perquè té una obra dedicada al seu tutor Josep Racendites que va viure durant el regnat d'Andrònic II Paleòleg (1281-1328). Es creu que un dels seus alumnes es deia Apocaucos i el devia acompanyar a una ambaixada al nord.
Els seus llibres principals són:
- De Actionibus et Affectibus Spiritus Animalis, ejusque Nutritione (Περὶ Ἐνεργειῶν καὶ Παθῶν τοῦ ψυχικοῦ Πνεύματος, καὶ τῆς κατ᾽ αὐτὸ Διαίτης). És una obra sobre fisiologia i etologia animal en dos llibres, i sembla que els seus raonaments es basen en els principis establerts per Aristòtil, Galè i altres autors de l'antiguitat. És un compendi dels coneixements a la seva època. Aquest llibre es va publicar a Venècia en llatí l'any 1557 i es va reeditar el 1774.
- Θεραπευτικὴ Μέθοδος o De Methodo Medendi en sis llibres, dels que només es coneix la versió llatina. Va seguir el mestratge de Galè i també el d'Aeci i el de Pau d'Egina, al que no anomena. L'obra conté arguments i explicacions que no es troben en cap altre llibre dels conservats d'altres autors de l'antiguitat. Va ser publicat per primer cop el 1554. Els llibres cinquè i sisè van ser publicats com a treball separat entre els anys 1539 i 1540 sota el títol "De Medicamentorum Compositione".
- Περὶ Οὐρῶν De Urinis en set llibres, que és l'obre més completa i sistemàtica del tema que es conserva de l'antiguitat, imprès per primer cop el 1519. El llibre segueix les pautes que va establir Teòfil el Protoespatari, però hi va afegir una gran quantitat de temes nous, que ell mateix havia investigat.[1]